# Тетерев
Тетерев (на украински: Те́терів; на руски: Тетерев) е река, протичаща по територията на Житомирска и Киевска област в Украйна, десен приток на Днепър. Дължина – 356 km. Площ на водосборния басейн – 15 100 km².
Река Тетерев води началото си от северните склонове на Приднепровското възвишение, на 0,7 km североизточно от село Лисонирка (Житомирска област), на 300 m н.в. По цялото си протежение тече предимно в североизточна посока, в горното течение по Приднепровското възвишение в тясна долина, а в средното и долното – през южната част на историко-географската област Полесие, където долината ѝ съществено се разширява и силно меандрира. Влива се отдясно в река Днепър (западната част на Киевското водохранилищще), при село Пилава, на 98 m н.в. Има предимно снежно подхранване. Основни притоци: леви – Будичина, Лесной, Годинка, Шейка, Лесная, Мика, Глуховка, Мироч, Вирва, Ирша, Крапивня, Болотная; десни – Тетеревка, Гнилопят, Гуйва, Ивянка, Дубовец, Белка, Кодра, Здвиж. Среден годишен отток на 136 km от устието 18,4 m³/s. Замръзва в периода от ноември до началото на януари, а се размразява от края на февруари до началото на април. Плавателна е за плиткогазещи съдове в долното си течение. По течението ѝ в Житомирска област са разположени градовете Чуднив, Житомир, Коростишев и Радомишъл и сгт Белая Криница, в Киевска област – сгт Песковка и Иванков.